# Wasbord (schoonmaak)

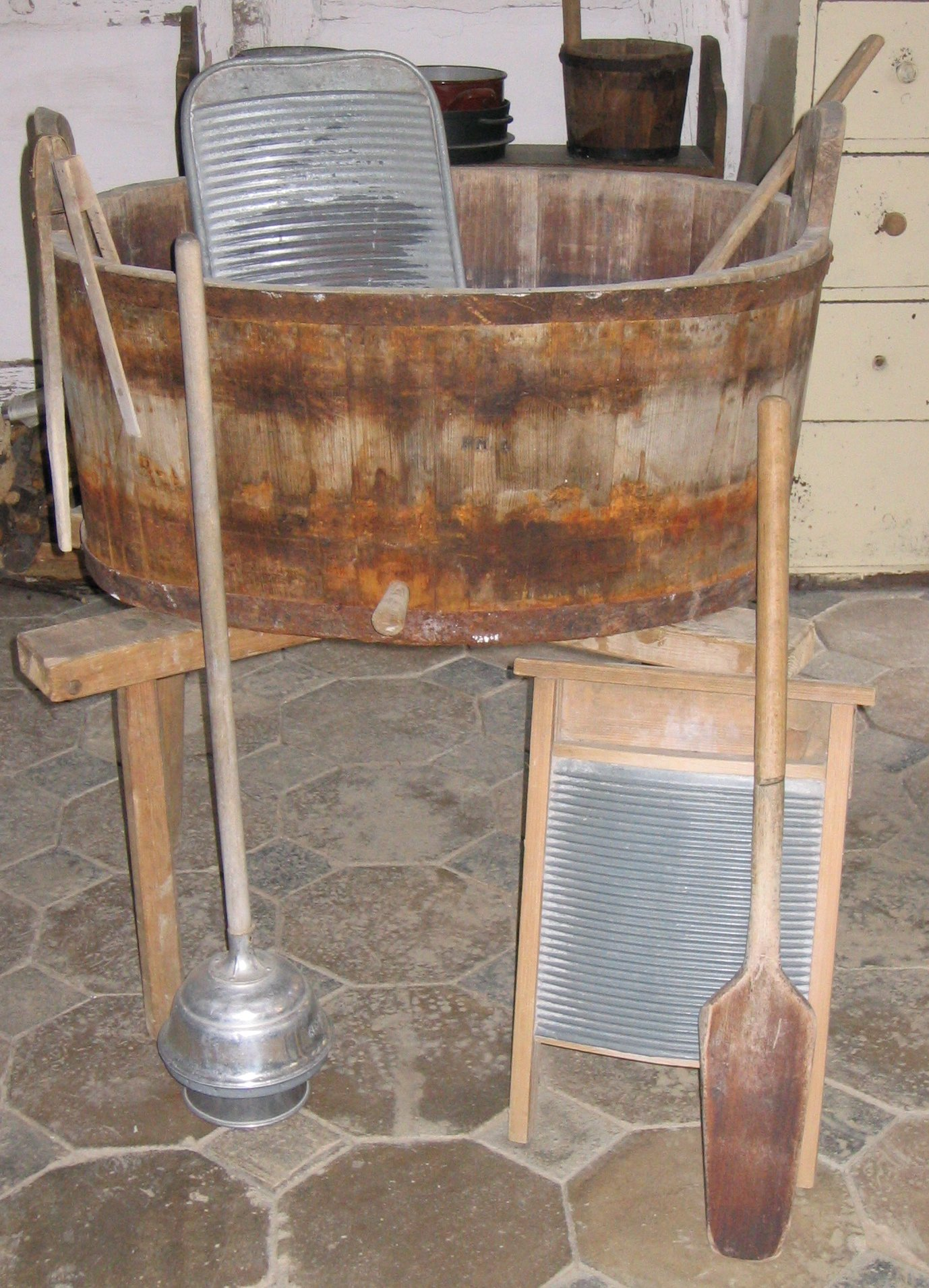
Wastobbe met toebehoren

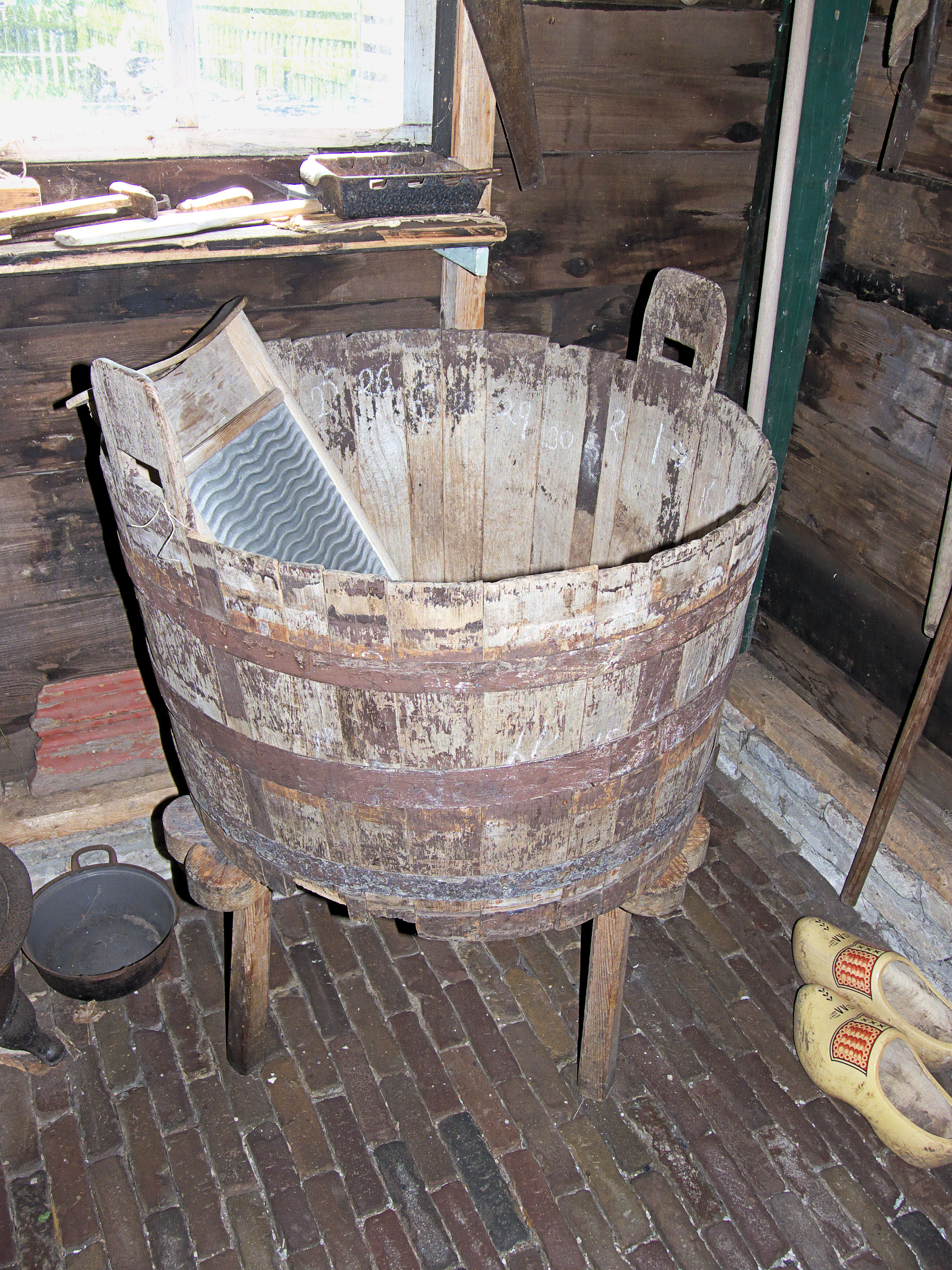
Wastobbe met wasbord

Een wasbord werd vroeger gebruikt voor het met de hand schoonschrobben van de was. Het bord met een meestal houten omlijsting is ongeveer 30 bij 40 cm en bestaat uit een geribbeld schrobvlak van gegalvaniseerd staal waar het wasgoed werd opgelegd, waarna het met een harde wasborstel en groene zeep werd schoongeboend. In later jaren werd in plaats van groene zeep vaak Sunlight-zeep gebruikt. Het schrobvlak was aanvankelijk van hout. Aan het eind van de 19e eeuw en in de eerste helft van de twintigste eeuw kwam gegalvaniseerd staal meer en meer in zwang. Wasborden zijn als instrument in gebruik bij bepaalde muziekgenres.
Het wasbord werd in de geïndustrialiseerde wereld uiteindelijk verdrongen door de wasmachine. In sommige landen zoals India en in Afrika wordt het echter nog veel gebruikt.